# Ломоносов, Юрий Владимирович
Юрий Владимирович Ломоносов (24 апреля [6 мая] 1876, Гжатск — 19 ноября 1952, Монреаль) — русский инженер-железнодорожник, изобретатель одних из первых в мире тепловозов (Юэ001 (Ээл2) и Юм005 (Эмх3)). Социал-демократ, состоявший в Боевой технической группе при ЦК РСДРП. Во время Февральской революции обеспечил остановку царского поезда на станции Дно, повлёкшую отречение императора Николая II. Советский государственный деятель, сотрудник Бюро Мартенса в Нью-Йорке, уполномоченный Советом народных комиссаров по железнодорожным заказам за границей. Профессор Киевского Политехнического Института (1901, ушёл в 1907 году), доктор философии в Берлинской технической высшей школе (1926). Невозвращенец.

## Карьера железнодорожника
Родился 24 апреля (6 мая) 1876 года в небогатой дворянской семье в Гжатске Смоленской губернии. Отец — мировой судья Владимир Григорьевич Ломоносов, мать — Мария Фёдоровна Пегелау. Детство провёл в родовых имениях в Сычёвском уезде. Воспитывался в 1-м московском кадетском корпусе с 1887 года, который блестяще закончил и, наперекор родственникам, в 1893 году поступил в Петербургский институт инженеров путей сообщения. Окончил его в 1898 году, проявив незаурядные склонности к инженерным разработкам.
Работал на Харьковском паровозостроительном заводе, затем на Харьковско-Николаевской железной дороге, помощником начальника депо.
В 1899 году Ломоносову было предложено место преподавателя в Варшавском политехническом институте, где он читал курс по теории и управлению локомотивами. В это же время Министерство путей сообщения утвердило Ломоносова в должности инспектора Российских государственных и частных железных дорог. В конце лета 1900 года Ломоносов принял участие в Международной выставке локомотивов в Париже.
С 1902 года — профессор Киевского Политехнического института. Вместе с группой студентов совершил поездку по Китайско-Восточной железной дороге, проводя её обследование. Посетил Иркутск, Харбин, Порт-Артур, Владивосток, а также Нагасаки и Пекин. По должности инспектора железных дорог Ломоносов должен был знакомиться с железнодорожными достижениями в других странах.
В ноябре 1902 года участвовал в работе Международного конгресса инженеров железнодорожного транспорта в Вене. Весной 1903 года посетил Италию, Швейцарию, Францию, Испанию. Летом совершил тур по железным дорогам Восточной Европы. В апреле 1905 года Ломоносов защитил докторскую диссертацию по динамике локомотивов.
В то же самое время Ломоносов работал в подпольных организациях РСДРП. В 1905—1906 годах состоял в Боевой технической группе при ЦК РСДРП, руководимой Л. Б. Красиным и занимавшейся подготовкой терактов и вооружённых восстаний. После революции отошёл от партийной деятельности.
В декабре 1907 года Ломоносов был назначен руководителем Тягового отдела Екатерининской железной дороги. С 1909 по 1910 годы — начальник тяги на Ташкентской железной дороге. В конце 1910 года переведён в Петроград на Николаевскую железную дорогу. В январе 1912 года Министром путей сообщения Рухловым был назначен помощником начальника управления всех железных дорог России, проработав на этой генеральской должности до конца 1912 года.
… Говорят, Рухлов знал кое-что о прошлом Ломоносова и нередко называл его „жидомасоном“, но явно благоволил к нему… Тем не менее, положение Ломоносова было слишком нелепое при столь реакционном министре… и, нормально не поладив на каком-то техническом вопросе, Ломоносов в конце 1912 года подал в отставку и был назначен членом Инженерного Совета, то есть сдан в архив…
Во время Первой мировой войны был членом Инженерного совета Министерства путей сообщения, в начале 1917 года был назначен товарищем (заместителем) министра.

## Февральская революция
Сыграл важную роль в Февральской революции. Ночью 28 февраля 1917 года комиссар Временного комитета Государственной думы А. А. Бубликов с отрядом из нескольких своих знакомых (в том числе присяжного поверенного Сидельникова), а также случайных людей (в частности, некого Рулевского), офицеров и набранных на улице солдат, захватил Министерство путей сообщения, отстранил прежнее руководство министерством и вызвал к себе Ломоносова в качестве помощника. В интервью New York Times 17 февраля 1918 года Бубликов так вспоминал о захвате министерства:
Все служащие перешли в моё распоряжение. Один из них попытался оспорить моё право на захват управления и сделал заявление по этому поводу. В середине речи его лицо изменилось и упрямство исчезло, так как он посмотрел вниз и увидел револьвер Ломоносова, упёртый ему в живот. В один миг он понял обстановку. „Прошу прощения“, — сказал он, и инцидент был исчерпан.
По воспоминаниям самого Ломоносова, именно они с Бубликовым, овладев управлением железными дорогами, не дали императорскому поезду вернуться в Царское Село из Ставки, и он отправился в Псков, где Николай II отрёкся от престола. Кроме того, по воспоминаниям Ломоносова, когда А. И. Гучков прибыл в Петербург с бумагой об отречении Николая II, его задержали на вокзале рабочие, и Ломоносов с членом IV Государственной Думы Юрием Михайловичем Лебедевым спасли бумагу об отречении. После этого Ломоносов руководил печатью акта об отречении и акта об отказе Михаила Александровича от восприятия престола.
Управляя железными дорогами в интересах Государственной думы, Ломоносов помешал переброске царских войск к Петрограду во время Февральской революции.

## Миссия в США
В апреле 1917 года Временное правительство России направило Ломоносова в США в составе посольства Б. А. Бахметьева для закупки паровозов и железнодорожного оборудования. Офис Ломоносова разместился в здании по адресу: Бродвей, 120, в Нью-Йорке, где были сосредоточены штаб-квартиры ведущих банков и American International Corporation, созданной воротилами Уолл-стрит с целью захвата русского рынка. Партнёрами Юрия Владимировича стали аффилированные с банком Дж. П.Моргана Guaranty Trust представители US Steel Corporation. Расчеты велись через Петроградское отделение National City Bank того же Моргана.
После Октябрьской революции персонал железнодорожной миссии разделился на противников и сторонников большевиков. Ломоносов счел последних единственной государственной силой и, хотя не разделял их идеологии, стал с 1918 года выступать на митингах в поддержку признания Советской России и за начало торговли с ней.
Когда в январе 1919 года в Нью-Йорке начало работать советское Бюро Мартенса, Ломоносов стал его техническим советником. Попал за это в чёрный список Госдепартамента и спецслужб США и начал хлопотать о возвращении на родину, чтобы принять участие в восстановлении разрушенных Гражданской войной железных дорог.

## В Наркомате путей сообщения
19 сентября 1919 года Ломоносов вернулся в Москву, ставшую столицей РСФСР. Там Красин 8 октября представил его Ленину, на которого профессор произвел благоприятное впечатление.
Ломоносов начал работать в Наркомате путей сообщения. Железные дороги находились в катастрофическом состоянии. Не хватало подвижного состава, машинистов, вагоны были сломаны, не было угля для паровозов. Немногие курсировавшие поезда нещадно грабили. В поездах между Самарой и Ташкентом умирало от сыпного тифа до 90 % пассажиров. «Я видел сам на Курском вокзале, что слой вшей на полу теплушки достигал 20 см. Их травили, но вытравить не могли», — вспоминал Ломоносов.
Сам Ломоносов видел себя начальником Ташкентской дороги, где он служил начальником отдела тяги в начале 1910-х годов. По поручению М. В. Фрунзе ему предложили возглавить Управление военных сообщений Туркестанского фронта. Одновременно его приглашали в Петроград. Возникла также идея продолжения уже начатых им торговых переговоров в Западной Европе, США и Канаде по закупкам железнодорожного оборудования.
В итоге по предложению Красина Ломоносов принял должности председателя Высшего технического комитета (ВТК) Наркомата путей сообщения и председателя Комитета государственных сооружений и общественных работ (Комгосор) — одного из главков, подчиненных ВСНХ.
ВТК представлял собой объединение дореволюционного Инженерного Совета железных дорог, в котором Ломоносов работал с 1913 года, и Научно-экспериментального института путей сообщения. Комитет располагался на бывшем заводе Вихерта рядом с Курским вокзалом, а бюро председателя в самом наркомате, в бывшем Запасном дворце у Красных Ворот. Ломоносов сориентировал ВТК на долговременное развитие железнодорожного транспорта: сверхмагистрализацию, применение разных видов топлива, выбор типов подвижного состава и т.д.
В Комгосоре Ломоносов провел реорганизацию его громоздкой структуры и резко сократил штаты, уволив негодных работников.
29 октября 1919 года он был утверждён членом президиума ВСНХ с совещательным голосом в Совете народных комиссаров, что увеличило его политический вес, а 2 ноября успешно выполнил поручение Ленина по обеспечению поставки дров в Москву.
Изучая состояние железных дорог, Ломоносов увидел крайнюю дезорганизацию дела, которую пытались выправить неумело и репрессивными методами. «Отрицать факт саботажа было нельзя. Против расстрелов в ответ на него я не возражал. Но полагал, что прибегать к таким мерам можно только после тщательного расследования каждого отдельного случая, и в этом [хотя бы отчасти] мне удалось убедить Петерса. В гораздо меньшей степени удалось мне убедить его в том, что недостаточно ещё истребить виновных, а что надо сверх того поощрять достойных», — вспоминал Ломоносов.
При помощи Л. Б. Каменева, который возглавил Комиссию по обсуждению причин бездеятельности НКПС, Ломоносову удалось сначала мобилизовать профессиональных железнодорожников, а затем добиться подчинения всех путей сообщения наркомату, переведя ЧК в статус надзорной, но не управляющей институции. Он смог провести инвентаризацию паровозного парка и наладить курьерское сообщение между центром и дорогами.

### Алгемба
В 1920 году Ломоносов кратковременно являлся техническим руководителем Алгембы (строительства железной дороги и нефтепровода с Эмбинских нефтопромыслов до посёлка Александров Гай в Саратовской губернии).

## Российская железнодорожная миссия
5 ноября 1920 года Декретом СНК была учреждена Российская железнодорожная миссия, отвечавшая за организацию выполнения заказа паровозов за границей. Ломоносова назначили уполномоченным Совета народных комиссаров по железнодорожным заказам за границей; хотя в России имелось девять заводов, ранее выпускавших паровозы, но в условиях дефицита металла выйти на довоенный уровень производства они были ещё не готовы. По инициативе Красина, российское правительство закупило 500 паровозов у шведской компании Нидквист и Хольм и ещё 700 — у Германского локомотивостроительного союза (Локофербант). Оплата производилась золотом из золотого запаса, оставшегося от Российской империи.
В 1920—1922 годах Ленин хотел назначить официально беспартийного Ломоносова на пост наркома путей сообщения, но впоследствии отказался от этой идеи.

18 сентября 1922 года Ленин писал Ломоносову за границу следующее:
Считаю абсолютно необходимым, чтобы Вы с максимальной быстротой вернулись в Россию на работу и не на профессуру в Киев (как Вы писали Каменеву и Дзержинскому), а в НКПС либо на местную работу (начать не с начальника станции, как Вы мне предлагали, помните? а с начальника дороги), либо на центральную, по указанию Дзержинского.

С ком. приветом Ленин
На что Ломоносов с задержкой отвечал:
Письмо Ломоносова В. И. Ленину
Высокоуважаемый Владимир Ильич,

От души приветствую Ваше выздоровление и очень извиняюсь, что не сразу ответил на Ваше письмо от 18 сентября (1922 года). Оно гонялось за мной по Швеции и попало в мои руки как раз в момент, когда я особенно остро сознавал, насколько я ещё здесь нужен. В нём чувствуется как будто упрёк, что я бездействую, в то время, как я завален ответственной и, смею думать, плодотворной работой. Ввести шведов в русло 500 паровозов по твёрдым и низким ценам вместо 1000 по себестоимости — задача не из лёгких. Вы правы в том, что просвет уже виден, и в марте я мог бы без ущерба оставить миссию и сдать по ней окончательный отчёт.

Но вот относительно службы в НКПС я при особом мнении. В 1920 году я рвался в неё и мог бы много сделать, но был оттуда изгнан. В конце 1921 г. мне туда идти субъективно не хотелось, но я сознавал, что мой долг быть там, и я от всего сердца предлагал Вам начать службу с низов. В низы и сейчас я идти не прочь, только зачем?

На верхах же современного НКПС мне места нет. Быть советчиком, сидеть в разных Госпланах, транспланах, правлениях и комитетах есть тьма искусников, я — не из их числа. Тем более быть начальником дороги без материальной, коммерческой и счётной служб для меня, быть может по моей отсталости, кажется также бесцельно, как лить воду в бочку без дна. Я уже человек старый, со сложившимся философским, административным и техническим мировоззрением, и человек сильной воли. Меня можно сломить, но не согнуть. Служить могу, прислуживаться нет. Я могу служить, только ясно видя цель и средства. Плавать по поверхности не умею и не буду. Да и слишком я искушён в интригах путейной среды, чтобы не понимать, что тащат меня сейчас в НКПС вовсе не для того, чтобы использовать мой опыт, знания и волю, а именно чтобы сломать, опаскудить, закопать так, чтобы я уже встать пойду сам в капкан?

Не только мою службу в НКПС, но и вообще мою административную работу надлежит считать законченной. Не пришёлся я Вам ко двору. Я это сам сознал и смирился. Есть только один путь использования силы и знания. Это — путь научного творчества. Заприте меня с 2-3 красотками в совхоз или в немецкий университетский городишко на 5-7 лет, и я обязуюсь закончить обработку моих опытов над паровозами, из коих некоторые, смею думать, имеют всемирное значение. Стоить это будет Республике гроши, а одна разработка тепловозов и электровозов даст миллионы сбережений. В этом и только в этом направлении я могу пригодиться. Закончить свои труды могу только я, а начальников дорог вы найдёте сотни и притом более спокойных.С товарищеским приветом,
 искренно Вам преданный Ю. Ломоносов

## В эмиграции

### Берлин
После ликвидации Железнодорожной миссии как учреждения весной 1923 года Ломоносов остался в Германии, чтобы реализовать идею строительства тепловоза, которая была признана лучшей по итогам объявленного Лениным 1922 году в Москве конкурса. Для Советского правительства на его средства изготавливалось три локомотива: тепловоз Я. М. Гаккеля в Петрограде и два тепловоза Ломоносова на немецких заводах. Самым удачным оказался проект Ломоносова с электрической передачей. Он был построен к началу 1925 года и вскоре внесён в список действующих локомотивов Наркомата путей сообщения СССР. Таким образом, Ломоносов стал создателем первого в мире действующего магистрального тепловоза.

### Подданный Британии
В 1927 году Юрий Владимирович решил не возвращаться в СССР и уехал в Англию, где сначала в квакерском интернате Лэйтон Парк (Leighton Park), а потом в Кембридже учился его сын.
В 1927 году, находясь в командировке в Британии, Ломоносов попросил политического убежища. В 1938 году вместе с женой Раисой Николаевной принял британское подданство. В Великобритании совместно с молодым физиком Петром Капицей безуспешно пытался получить патент на электромеханическую систему тормозов локомотива.
Вплоть до начала Второй мировой войны он пытался продолжать свою карьеру в Западной Европе и США как консультант или преподаватель, но затем посвятил себя научным работам и мемуарам. Последние годы он прожил в Канаде в семье сына, Юрия Юрьевича. Умер 19 ноября 1952 года в Монреале.

## Наука и изобретательство
Ломоносов стал видным деятелем железнодорожной науки, возглавив профильную кафедру в Петербургском институте инженеров путей сообщения. Он разработал эталонную натурную методику испытания локомотивов.
За свои изобретения был удостоен в 1911 году «Золотой медали Бородина» Русского технического общества, в 1913 году — Приза Салова.
Был удостоен орденов Российской империи.

## Семья
В мае 1897 года Юрий Владимирович Ломоносов женился на Софье Александровне Антонович, дочери инженера путей сообщения А. И. Антоновича. Во время медового месяца пара посетила Германию, Бельгию, Великобританию и Швецию. Их отношения, однако, испортились к 1907 году, когда Софья Александровна отправилась в Швейцарию, чтобы изучать медицину и взяла с собой детей. Их брак распался. А в августе 1908 года он женился на Раисе Николаевне Розен (1888—1973), работавшей у него секретарём и домоустроителем. 22 августа 1908 года в Никополе у них родился сын Юрий, который большую часть своей жизни провел в Великобритании, а затем переехал в Канаду. Раиса Николаевна Ломоносова помогала материально бедствовавшей поэтессе Марине Цветаевой.